# Чёрные паруса (роман)
Чёрные паруса (англ. Shadow Captain) — научно-фантастический роман британского писателя Аластера Рейнольдса, вторая книга в трилогии «Мстительница», которая началась с романа «Мстительница», опубликованного в 2016 году.
Действие романа «Чёрные паруса» происходит через 10 миллионов лет в будущем в обществе под названием «Конгрегация», где Солнечная система пережила тринадцать «Оккупаций», которые превратили планеты в руины и восстановили в её нынешнем состоянии, представляющем собой совокупность из 50 миллионов микромиров, 20 000 из которых заняты остатками человечества и инопланетными видами.
В то время как роман «Мстительница» рассказывается от первого лица Арафуры Несс, «Чёрные паруса» рассказываются от первого лица её старшей сестры Адраны.
Последняя книга в трилогии, «Молчание костей», была опубликована в 2020 году.

## Краткое содержание
Спустя три месяца после событий романа «Мстительница», Арафура («Фура») Несс оказывается во главе корабля «Мстительница». Они врываются в безделушку, чтобы совершить набег на тайник с топливом. Едва избежав «мерцающих голов», найденных внутри, они отступают обратно в космос. Сурт и Адрана считают, что за ними следует другой корабль, но Фура отметает эти опасения. На борту найдена книга, в которой задокументирована история Оккупаций, но, кроме того, есть вторая временная линия, которая намекает на существование «Теневых Оккупаций».
«Мстительница» поражена фотонным штормом, и решено, что они должны отправиться в Колесо Стриццарди (колесный мир) на внешних границах Конгрегации. По пути в них стреляет всё ещё скрытый преследующий корабль, в результате чего Страмбли получает ранения. Прибыв на Колесо Стриццарди, команда берет поддельные удостоверения личности и подкупает, чтобы попасть на станцию. Страмбли отдают на попечение доктора Эддральдера. Экипаж встречается с мистером Глиммери, который заражен «светящимся», как Фура, рядом с ним находится инопланетянин Кроули по имени Катл. После этого Снид сопровождает их в другую часть колеса, чтобы найти жилье.
Экипаж выходит, для пополнения припасами, но когда они возвращаются, то обнаруживают Катла, прячущегося около их комнат. Катл падает с балкона и умирает. Адрана и Прозор обвиняются в его убийстве двумя Кроули, которые появляются на месте происшествия. На станции Фура умудряется схватить Лагганвора, бывшего соратника Босы Сеннен, который знает местонахождение Скупца, безделушки, содержащей тайник с коинами Босы.
Меррикс — дочь доктора Эддральдера, и Глиммери использует её, чтобы убедиться, что он не отравлен светящимися процедурами доктора. Но Эддралдер всё равно подсыпает яд Глиммери. Эддралдер оставляет шесть шприцев с противоядием и присоединяется к команде «Мстительницы» с Мерриксом, обещая передать по радио, как излечиться от яда. Лагганвор также отправляется с командой.
Они отправляются в The Miser и, оказавшись внутри, находят трамваи, в которых находится больше куинов, чем кто-либо из них когда-либо видел. Когда трамваи приближаются к центральной камере, куины начинают светиться ярко-белым светом и издавать крик, который слышен у них в головах. Они разделяют трамваи и обнаруживают, что куины были сброшены до, казалось бы, случайных номиналов. Вернувшись на «Мстительницу», они обнаруживают, что,  то же самое происходит во всех 20 000 мирах, и опасаются, что это финансовое событие может привести к концу Тринадцатой оккупации.
Адрана выясняет, что Лагганвор — брат Пола Ракамора (Бриска), который взял себе эту личность, чтобы отомстить за смерть своего брата. В конце концов, их план состоит в том, чтобы скрыться, преследуя объект, который, по мнению Адраны, вращается вокруг Старого Солнца с интервалами, совпадающими с Теневыми Оккупациями.

## Действующие лица романа

### Экипаж «Мстительницы»
- Арафура «Фура» Несс — капитан «Мстительницы», читательница костей, зараженная «светящимся» после употребления световой лозы.
- Адрана Несс — старшая сестра Фуры, читательница костей, рассказчица «Чёрного паруса».
- Прозор — член экипажа «Скорби» и сканер (читатель костей).
- Страмбли — щелкунчик безделушек.
- Тиндуф — мастер ионов.
- Сурт — член экипажа и интегратор (техник).
- Паладин — семейный робот Фуры и Адраны, реликвия Двенадцатой оккупации (Эпохи роботов), теперь интегрированный в системы «Мстительницы».

### Другие персонажи
- Glimmery - Лидер станции «Колесо Стриззарди», зараженный «светящейся».
- Sneed - Один из приспешников Glimmery.
- Doctor Eddralder - Заведует лазаретом на «Колесе Стриззарди».
- Merrix - Молодая девушка на службе Glimmery. Дочь доктора Eddralder.
- Cuttle - Инопланетянин (Crawly), каким-то образом связанный с мистером Glimmery.
- Scrabble - ползучий на «Колесе Стриззарди».
- Fiddle - ползучий на «Колесе Стриззарди».
- Lagganvor - Бывший соратник и член экипажа Босы Сеннен, который знает местонахождение ее тайного тайника с quoin.
- Chasco - Читатель костей на борту «Белой вдовы».

## Приём
Пол Ди Филиппо из Locus Online даёт в целом положительный отзыв о «Чёрном парусе», говоря: «то, что Рейнольдс на самом деле делает, это вдохновляет некоторых великих писателей из того, что Дэвид Прингл называет Эпохой Рассказчиков — Диккенса, Стивенсона, Сабатини, Дюма — в форму космической оперы [...] Эта вторая часть является весьма интересным и достойным преемником „Мстительницы“».
SFFWorld оценивает роман положительно и говорит следующее: «Хотя в нём есть клише (это, в конце концов, космические пираты!), были времена, когда я действительно не был уверен, куда это приведет. Теперь я с нетерпением буду ждать третьего романа».
Tor.com противопоставляет медленное начало романа сильному финалу и обилию построения мира. «[...] по мере того, как разлагающиеся отношения сестер Несс выходят на первый план, а наше понимание Конгрегации кардинально меняется, «Чёрные паруса» набирают силу, подготавливая почву для заключения, которое имеет реальный шанс вернуть энергию и мощь первого тома».